# Лімна (гміна Бірча)

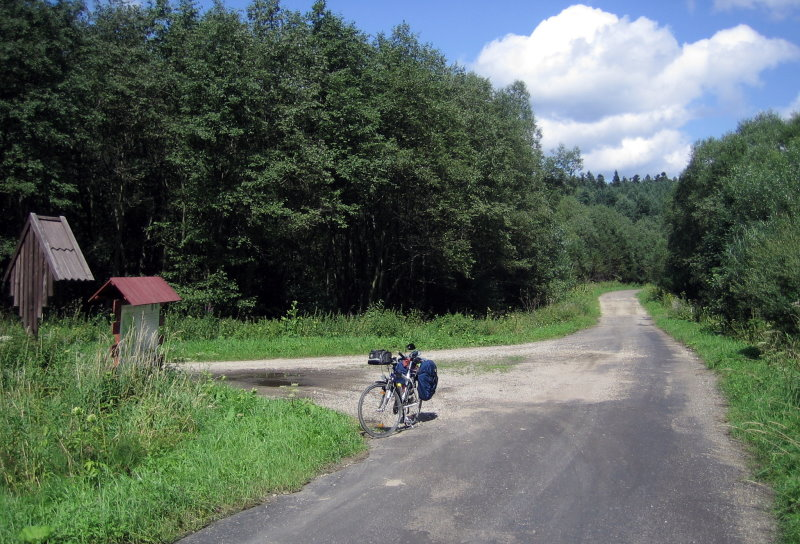
Місце, де до депортації українців знаходилось село Лімна.

Лімна або також Ломна (пол. Łomna) — неіснуюче українське село в гміні Бірча Перемишльського повіту в Підкарпатському воєводстві на південному сході Польщі.
З 1975 по 1998 роки територія адміністративно належала до Перемишльського воєводства.

## Географія
Село було розташоване на відстані 8 кілометрів на південь від центру гміни села Бірчі, 25 кілометрів на південний захід від центру повіту міста Перемишля і 58 кілометрів на південний схід від столиці воєводства — міста Ряшіва.

## Історія
В XI-XIII століттях на цих землях існувало Перемишльське руське князівство зі столицею в Перемишлі, яке входило до складу Галицького князівства, а пізніше Галицько-Волинського князівства.
Після захоплення цих земель Польщею територія в 1340–1772 роках входила до складу Перемишльської землі Руського воєводства Королівства Польського.
Лімна вперше згадується в 1494 році як одне з сіл, що входило до так званого риботицького ключа.
В 1772 році внаслідок першого поділу Польщі село Лімна відійшло до імперії Габсбургів.
У 1851 році в селі для існуючої греко-католицької парафії збудовано дерев'яну церкву Успіння Пресвятої Богородиці (пол. Cerkiew Zaśnięcia Najświętszej Maryi Panny w Łomnej).
Останній власник села Павел Тижковський (пол. Paweł Tyszkowski) на початку 20 століття передав права на нього Польській академії знань у Кракові.
Після розпаду Австро-Угорщини і утворення Другої Речі Посполитої це переважно населене українцями село Надсяння опинилося по польському боці розмежування, що було закріплено в Ризькому мирному договорі 1921 року. У тому ж таки 1921 році в Лімні налічувалося 109 будинків та 672 мешканці, з яких 625 греко-католиків, 5 римо-католиків і 42 юдеї. На 1.01.1939 в селі було 810 жителів, з них 770 українців і 40 євреїв. Село входило до ґміни Бірча Добромильського повіту Львівського воєводства.
Після нападу 1 вересня 1939 року Третього Рейху на Польщу й початку Другої світової війни та вторгнення СРСР до Польщі 17 вересня 1939 року Лімна, що знаходиться на правому, східному березі Сяну, разом з іншими навколишніми селами відійшла до СРСР і ввійшла до складу Бірчанського району (районний центр — Бірча) утвореної 27 листопада 1939 року Дрогобицької області УРСР (обласний центр — місто Дрогобич).
З початком німецько-радянської війни село вже в перший тиждень було зайняте військами вермахту.
31 липня 1944 року село було зайняте військами Червоної Армії.
13 серпня розпочато мобілізацію українського населення Дрогобицької області до Червоної Армії (облвоєнком — підполковник Карличев).
В березні 1945 року Лімна, як і весь Бірчанський район з районним центром Бірча, Ліськівський район з районним центром Лісько та західна частина Перемишльського району включно з містом Перемишль зі складу Дрогобицької області передані Польщі.
Москва підписала й 16 серпня 1945 року опублікувала офіційно договір з Польщею про встановлення лінії Керзона українсько-польським кордоном та, незважаючи на бажання українців залишитись на рідній землі, про передбачене «добровільне» виселення приблизно одного мільйона українців з «Закерзоння», тобто Підляшшя, Холмщини, Надсяння і Лемківщини.,
Розпочалося виселення українців з рідної землі. Проводячи депортацію, уряд Польщі, як і уряд СРСР, керувалися Угодою між цими державами, підписаною в Любліні 9 вересня 1944 року, але, незважаючи на текст угоди, у якому наголошувалось, що «Евакуації підлягають лише ті з перелічених (…) осіб, які виявили своє бажання евакуюватися і щодо прийняття яких є згода Уряду Української РСР і Польського Комітету Національного Визволення. Евакуація є добровільною і тому примус не може бути застосований ні прямо, ні посередньо. Бажання евакуйованих може бути висловлено як усно, так і подано на письмі.», виселення було примусовим і з застосуванням військових підрозділів.
Українська Повстанська Армія намагалась захистити мирне українське населення від примусової депортації польською армією та не дати польській владі заселювати звільнені господарства поляками.
В 1946 році будівлю церкви Успіння Пресвятої Богородиці в Лімні розібрали.
Українське населення села, якому вдалося уникнути депортації до СРСР, попало в 1947 році під етнічну чистку під час проведення Операції «Вісла» і було виселено на ті території у західній та північній частині польської держави, що до 1945 належали Німеччині.
Виселені були всі мешканці села. Три будинки з Лімни були перенесені до села Корінець, де стоять досі.
Примусово залишене мешканцями село заростає лісом.
До 1990 року Лімна належала до урядового відпочинкового комплексу з центром в селі Арламів, гміна Устрики-Долішні, або так зване Арламівське Панство (пол. Państwo arłamowskie) й була недоступна.
На місці, де колись було село, стоїть інформаційна таблиця. Тут також, як правило, знаходяться об'єкти, котрі належать до Карітас Польового Ординаріату Війська Польського (пол. Caritas Ordynariatu Polowego Wojska Polskiego). Під час канікул тут влаштовують табори відпочинку для дітей з цілої Польщі, а також зі Словаччини та України.
Від жовтня 2004 року в Лімні існує «Медіальний Ліс», котрий є символом польсько-українського примирення та поєднання. Він посаджений кількома десятками журналістів з Польщі і України, які зустрічаються тут щороку для ведення діалогу про співпрацю й майбутнє обох країн та обох народів.
Отець Гамівка Павло
парох села Лімна, Бірчанський деканат.
Народився 10. 07. 1890 р., рукоположений 1916 р., інстальований 1924 р., одружений.
1916-1919 – сотрудник м. Сянік, Сяніцький деканат.
1919-1924 – адміністратор с. Грозьова, Бірчанський деканат.
1924-(1939) – парох с. Лімна, Бірчанський деканат.
(1939)-1947 – парох с. Лімна, Бірчанський деканат,
– декан Бірчанського деканату,
– перебування в слідчій тюрмі в Перемишлі,
– депортований на західні землі Польщі до Плот, воєв. Щецінське.
1947-1957 – працював рільником на господарстві та книговодом у місцевій молочарні.
1957-1968 – допомагав служити в греко-католицькому обряді о. В. Боровцеві в:
м. Грифіце, воєв. Щецінське,
м. Тшеб'ятів,
с. Кожистно.
У 1947 році навесні арештований польським військом й ув'язнений у слідчій тюрмі в Перемишлі. Після тяжких тортур по якомусь часі звільнений, а точніше, викуплений.
Обставини арешту о. П. Гамівки: Син о. Павла, Ярослав Гамівка, займав доволі високий пост в УПА. Був фінансовим референтом в І окрузі ОУН. З тої причини о. Павло відчував постійну загрозу з боку польського війська, тому й робив усе, щоб себе й родину оберегти. Він перебрався за селянина й цілими днями робив сніпки по стодолах для обшивання будинків. Виявлений якимось хлопцем польському війську, був тяжко побитий і ув'язнений у Перемишлі. По кількох місяцях викупила його родина й парафіяни за 40 тис. золотих. Такі практики тоді бували. Після виходу на волю о. Павлові дозволено короткий час служити в покиненій церкві в Тростянці в римо-католицькому обряді для польського війська, яке там таборувало.
Незабаром о. П. Гамівку депортували з дружиною й дочкою на західні землі Польщі до м. Плоти, воєводство Щецінське. Там він отримав господарство, на якому працював як рільник.
Коли відродилася Греко-Католицька Церква на Щецінщині, допомагав о. В. Боровцеві обслуговувати станиці в Тшеб'ятові, Грифіцах і Кожистнім.
о. П. Гамівка аж до своєї смерті переживав велику особисту й родинну трагедію, пов'язану з сином Ярославом.
Помер 19 грудня 1968 року в Плотах на Щецінщині. Там і похований. 

## Населення
- 1921 — 672 мешканці, з яких 625 греко-католиків (більше 93%), 5 римо-католиків (менше 1%) і 42 юдеї (більше 6%)